# メガドライブ ミニ2
メガドライブ ミニ2は、セガより2022年10月27日に発売した家庭用ゲーム機。
1980年代から1990年代にかけてセガが発売した家庭用ゲーム機「メガドライブ」の復刻機で、2019年に発売された「メガドライブ ミニ」の第2弾となる。外観はメガドライブの後期モデル「メガドライブ2」を模している。レイティングはCERO：C（15才以上対象）。
なお本機の名称は北米では「SEGA Genesis Mini 2」、欧州では「SEGA Mega Drive Mini 2」である。前者については後述するように日本でも数量限定ではあるが正式発売されているので多少細かく解説。後者についてはデータ的な面のみ簡単に解説する。（#収録タイトルを参照）
本記事では一部において、「メガドライブ ミニ」をMDミニ1、「メガドライブ ミニ2」をMDミニ2、「Genesis Mini 2」を「Genミニ2」と省略表記する。

## 概要
- 下記の出典　→　[1]

「メガドライブ ミニ」はセガ創立60周年記念事業のひとつとして企画された特別プロジェクトであり、当初は関係者から今回限りという発言もあったが、海外市場において日本以上の販売成果を見せたことや、購入者より次のセガ製ミニシリーズを求める要望が多く寄せられた事も後押しし、ミニハードなどの企画を今後も中期的に企画していくというセガ内部方針が立てられ、次なる商品開発にゴーサインが出ることとなった。
本機の開発につながる次期プロジェクトについて、開発初期の構想段階では「スーパー32Xミニ」や「セガサターンミニ」などの案も出たが現行のミニ系ハードに使用しているアーキテクチャでは実機再現が難しいなどの理由で見送られた。その後、メガドライブ ミニに収録できなかったメガCDソフトも含め、よりメガドライブソフトをプレイしたいと希望するユーザーの意見を汲み、次第にメガドライブミニの正当な後継機種としてメガドライブ2を外観モチーフとした「メガドライブ ミニ2」を作るという方向性が固まっていった。
開発時は当時世界を席巻していたコロナ禍の影響で開発者およびファクトリー関係者への直接的交流が難しくなってしまった事や副次的に発生した半導体不足により、十分な販売台数を事前確保するのが厳しい状況になってしまい一時は開発中止の可能性もあったが、関係各位の協力により一定量の半導体確保に成功し、最終的にメガドライブ ミニのリリースから約3年後に販売するスケジュールが確定。セガの創立記念日となる2022年6月3日にセガ主催のネット番組で新プロジェクトとして正式発表した。
収録タイトルのソフトウェア移植はメガドライブ ミニに引き続きエムツーが担当する。エムツーにとってもメガCDソフトの移植作業は今回のプロダクトが初であり、限られた開発時間の中で1つ1つを拘り検証する必要があるため後で収録数を増やせない事から、セガ側とのセッションで20本と定められた。なおエムツーは当初（収録数を）15本と回答したが、セガ側から「がんばったらどれくらい（増やせるの）か?」と問われ、最終的に20本となった。
2022年12月23日配信のネット番組「SEGA Genesis Mini 2の真実 ～LIKE A MEGA DRIVE MINI 2～」にて、「メガドライブ ミニ2」が完売したことが発表された。

### 「SEGA Genesis Mini 2」/「SEGA Mega Drive Mini 2」概要
メガドライブ ミニ（MDミニ1）と同様に、北米市場向けバージョン「SEGA Genesis Mini 2」と欧州市場向けバージョン「SEGA Mega Drive Mini 2」が日本版と同日に発売された。このうちGenミニ2についてはMDミニ2の発売前に配信された番組（#収録タイトルを参照）でも簡単に紹介され、MDミニ2には収録されていないソフトがMDミニ1同様に収録されることも明らかになっていた。収録タイトルは両地域版とも同じだが、筐体デザインおよびパッケージ・マニュアルの装丁や各作品のリージョン（総合メニューから選択した際に、どの地域版が最初に設定されているか）などが異なる。
なお、メガドライブ ミニにおいて一部地域で販売した「アジアエディション」はMDミニ2では発売しない。
当初、海外版ミニ2の全体的な生産数（非公表）は日本を優先としつつもMDミニ1よりは少なくなってしまいMDミニ2の生産量よりも少数となってしまったことから、両方ともAmazonの専売となり、日本のユーザーへのファンサービスとして、Genミニ2のみが少数の限定で輸入リリースされる予定であった。
そして日本での（第一次）販売については予約段階で完売。日本では殆ど見ることの出来ない幻のエディションになるかと思われたが、MDミニ2が前述のとおり早々に完売したこともあり、関係各位の尽力によりGen2ミニの日本販売数を確保し第二次販売が2022年内に開始された。第二次も一応数量限定ではあったが販売ルートを限定していることもあり、2023年の春ごろまではプレミアム価格を付けない正常な形での購入が可能であった。（現在は正規販売終了）

## スペック
本機は初代「メガドライブ ミニ」で得たノウハウをベースに、同機のコアスタッフが再集結して作られており、オリジナル実機からの縮尺サイズや移植担当企業などの根幹的な点については多くが共通している（メガドライブ ミニ#仕様も参照のこと）。ここでは本機「メガドライブ ミニ2」独自の特徴およびハードウェアについて解説する。
- 下記の出典　→　[4]

### ハードウェア

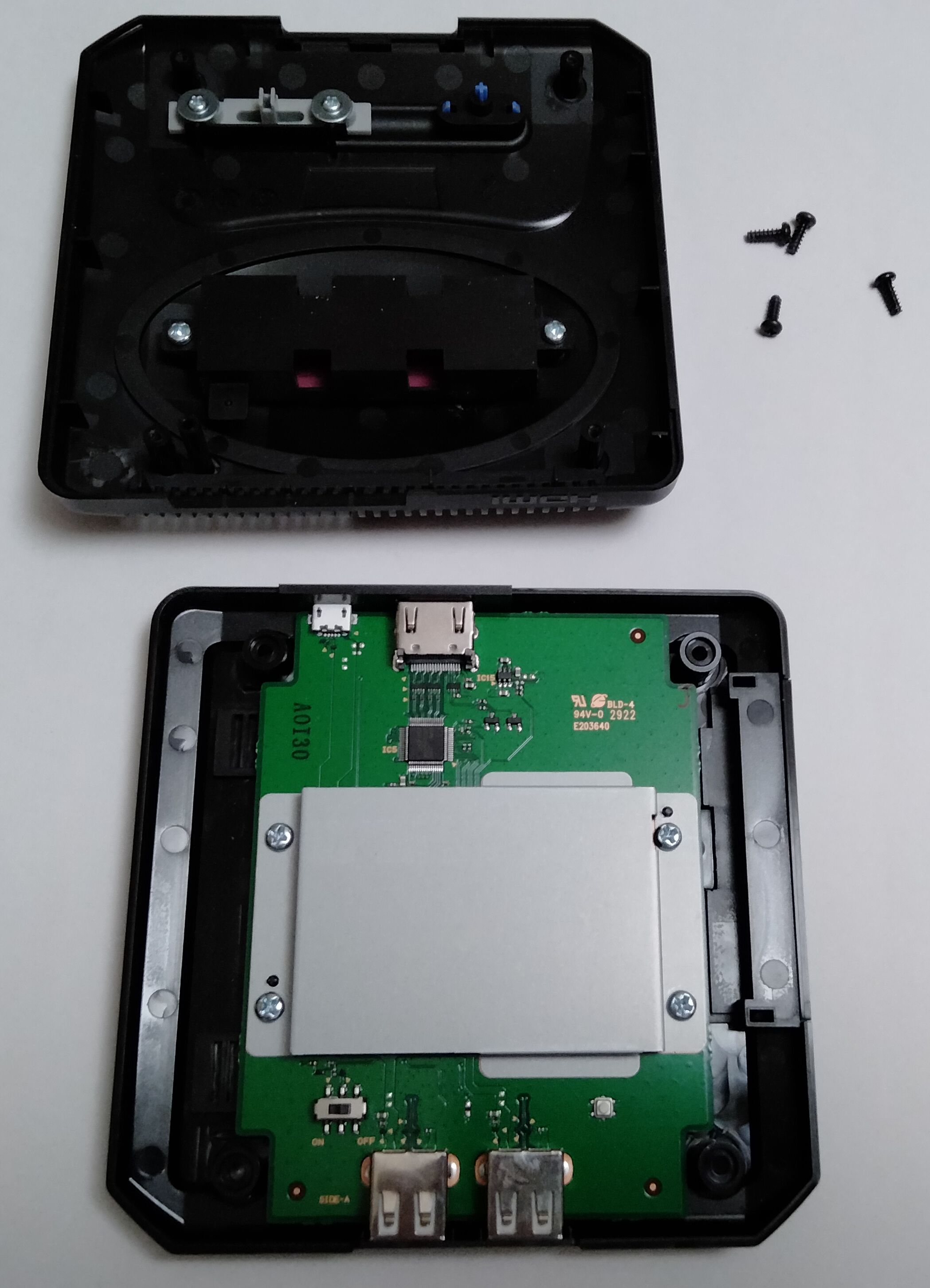
メガドライブミニ2の筐体内部。初代とアーキテクチャはほぼ同じだが、SoCのクロック増加に伴いヒートシンクが追加されている

オリジナルとなる「メガCD」はメガドライブの機能を底上げさせるユニットでもあったため「メガドライブ ミニ2」の内蔵基板については「メガドライブ ミニ」よりもCPU機能や内蔵ストレージなどをアップグレードして対応。この関係で使用電力も上がっており、USB対応ACアダプターもメガドライブ ミニ対応品（1.0A）より高出力に（2.0A）対応しているものを使用しないと正常に動作しない可能性がある。前述した半導体不足による部材高騰の影響もあり、小売標準価格は「メガドライブ ミニ」より引き上げられている。
国内リリース版では「メガドライブ ミニ」と同じ仕様のUSBコントローラ「ファイティング6Bパッド」が1個付属。メガドライブ ミニと異なり、2本付属のバージョンは発売されない。コントローラーはメガドライブ ミニ付属品や一部ECサイトで個別に専売したものと同等であるため、それらを持っている場合は本機でも接続・使用が可能。一般流通にも供給されるため通常の通販や店頭ルートでも6Bパッドの単体購入が可能となっている。その他の周辺機器情報や「メガドラタワーミニ2」については#周辺機器で詳述。

### ソフトウェア
本機の大きな特徴として、メガCDソフトが20作品プリインストールされている点が挙げられる。これはメガドライブ ミニがカートリッジソフトのみの収録だったため、前述のとおりメガCDソフト収録を望むユーザーの意見、メガCDソフトを収録するのが一番分かりやすいセールスポイントになるとの判断、「メガドライブ ミニ」リリース後にKDE社が発売したPCエンジン miniにCDロムロムソフトが収録された事などを考慮した結果による。また、MDミニ1や他の復刻系ミニハード機よりも他媒体（マンガ・アニメなど）版権に由来するゲーム（いわゆるキャラクターゲーム。「キャラゲー」）が比較的多く収録されている。これについては開発スタッフが「名作 として語られていながら（版権取得に多大な労力が必要なので、それを回避するため）リメイクやDL版配信などの機会がなかなかないキャラクターゲームだからこそ、今回のようなビッグプロジェクトをチャンスとして収録」したという趣旨のコメントがメディアインタビューで語られている。
60作品に定まる前は海外向けを含めて100本の候補を挙げてMDミニ1と同じ40本の収録を想定しつつ、早い段階で100本の中から50本に決まり、途中で候補を臨時追加し、決定した。
MDミニ1の差別化を意識した所は予定調和になるようなユーザーの想像範囲で完結する物にしない様に前作の「ダライアス」と「テトリス」の反響を超える新作の開発は難しく、前作の時点でやり終えた事から「スペースハリアー」を始めとするタイトルを決定した。
落ちもの御三家のコンセプトは「テトリス」を入れなすことはしない様に「コラムスIII 対決！コラムスワールド」と「メガパネル」を決定した後に「ぷよぷよ」が必要になる声が上がり、エムツーの松岡が以前手がけた「ぷよぷよSUN」を思いつき「通」が出来たから収録した。
「でびとぴー」は「バーチャレーシング」をswitchに移植するためのソースコードの探索で移植版を含む当時の制作者の方々と連絡を取っていた所、ある当事者から「でびとぴー」の話題が出た所から「いつの日の目を見せられることがあれば」と当事者が保管したROMを預かり、飯塚氏を始めとするセガスタッフ全員に「でびとぴー」を覚えてるのか問いかけた所、「何で知ってるの?」みたいな反応になり、収録を交渉したら「すばらしいね。いいよ」と許可をもらった。
各ソフトを管理するメニュー画面ではメガドライブ ミニの機能をおおむね踏襲しつつ、メガドライブとメガドライブ2の音の鳴り方が異なる仕様を再現しオプションで切り替えられる機能と、後述する「ファイティング6Bパッド」の「モードボタン」を押した時の挙動変更機能が新たに実装された。モード挙動は完全OFFか即押すとメニュー画面が発動出来るか、少し長押しして発動するかである。長押しは1秒あるいは2秒のどちらかに設定可能。
本機の全収録ソフト数は、メガドライブ ミニ2の発表当初は「50作品+ボーナスタイトル（後述）数作品」とされた。2022年8月には全収録ソフトの発表をし終え、ボーナスタイトルは10作品が収録、ボーナスタイトルを含めた収録ソフト数は「60作品」となった。なおMDミニ1同様、全地域共通で収録される作品と、海外限定で収録されるタイトルの2種類に大別できるため、それらを総括すると収録数は更に増えるが、少なくとも1つの地域販売版における収録数については上記のとおりとなる。
「ハイスピードモード」実装ソフトについて
『サンダーフォースIV』・『ビューポイント』・『スタークルーザー』の3作については、原典ハードでプレイした場合、前者2作についてはプレイ中における一部状況で発生する「処理落ち」を解消するため、後者については本作に用いられている原初的なポリゴングラフィックを、より流麗に動かす事を主目的として、MDミニ2の映像を通常より高速で描画処理する「ハイスピードモード」を使用することができる。これはMDミニ1の収録作の一つ『ロックマンメガワールド』においてオリジナル版よりも快適なプレイを実現するため実装した、メガドライブとPC/AT互換機のハイブリッドPC「テラドライブ」のアーキテクチャを応用した処理落ち軽減機能を、上記3作においても実装したもの。（『サンダーフォースⅣ』と『スタークルーザー』はそれぞれのソフトをメニューで選択した後、原典とおりのモードかハイスピードモードでプレイするかを選択できる。『ビューポイント』はハイスピードモード固定。）
「ボーナスタイトル」について
本機における「ボーナスタイトル」とは、オリジナルのメガドライブ用ソフトとしては正式に発売されたことが無いが、「メガドライブ」というアーキテクチャで動く事を想定して開発されたソフト。MDミニ1では完全新規に移植開発した『テトリス』『ダライアス』という二大人気ソフトが収録されたが、MDミニ2においてこれらに比肩するタイトルを収録するのは（主に開発期間的な事情で）「無理だった」からという開発スタッフの謙遜から生じた表現に由来する。
当初は「（セガソフトなので版権的に自由に扱えるから）当時メガドライブに移植されていなかったタイトル」や「MDミニ開発以前に移植開発されていたが様々な事情でお蔵入りしたタイトル」などを「おまけ」的に収録する事が発表されたが、最終的に「開発スタッフの尽力によりオリジナルはセガサターン以降の世代用ソフトだったタイトルをMD用ソフトとしてデチュ－ン（ロースペックハード用にリプログラム）して移殖」したり、「当時のセガファンが、どこかの世界でリリースされたかも知れないと想像した“ SEGA MarkV ”用ソフトとして、既存のメガドライブ用ソフトを“ 魔改造 ”的にカスタムチューンして移植」、果ては「せっかくなのでそのリソースを使ってもう一つ“ SEGA MarkV ”ゲームを作り上げてしまう」といったラインナップが揃うこととなった。具体的にはMDミニ2に搭載されたメガドライブエミュレーター上の仮想ビデオチップを拡張してスプライト拡大縮小機能を実装し、この機能によって『スペースハリアー』『スペースハリアーII』のキャラクターをスムースに拡大縮小させている。

## 収録タイトル
「メガドライブ ミニ」と同様、収録タイトルは一挙発表するのではなく、ある程度まとめた数を2022年6月から8月までの3ヶ月間、全5回のネット配信番組で随時発表（+CS放送の番組で1回）するというプロモーションが展開された（初発表の時期・状況は下記表に記載）。下記表は各発表時におけるソフト群を基本50音順にして表記。
- 各番組には『龍が如くシリーズ』に因んだサブタイトルが付けられた（一部例外あり）。これは各回で発表されるタイトル群の全体的なイメージに近しいものが宛てがわれている。なお、MDミニ2発売前夜には、セガ主催によるネット番組「メガドライブミニ2 OF THE END」が配信された。
- ⊚付はメガCD用ソフト。
- ☆付はボーナスタイトル。

| 日本版タイトル 英題                                                                     | オリジナルメーカー               | 海外版 | 備考                                                        |
| --------------------------------------------------------------------------------------- | -------------------------------- | ------ | ----------------------------------------------------------- |
| サンダーフォースⅣ Lightening Force: Quest for the Darkstar（米） Thunder Force IV（欧） | テクノソフト（JP） セガ（NA/EU） | ○      | 「ハイスピードモード」を実装。                              |
| シルフィード⊚ SILPHEED                                                                  | ゲームアーツ（JP） セガ（NA/EU） | ○      |                                                             |
| シャイニング&ザ・ダクネス Shining in the Darkness                                       | セガ                             | ○      | オリジナル版開発・クライマックス。                          |
| シャイニング・フォースCD⊚ Shining Force CD                                              | セガ                             | ○      | オリジナル版開発・ソニック。                                |
| ソニック・ザ・ヘッジホッグCD⊚ Sonic the Hedgehog CD                                     | セガ                             | ○      |                                                             |
| バーチャレーシング Virtua Racing                                                        | セガ                             | ○      |                                                             |
| ファンタジーゾーン☆ Fantasy Zone                                                        | セガ                             | ○      | 新規開発（移植）ソフト。 「スーパーイージーモード」を実装。 |
| ぽっぷるメイル⊚ Popful Mail                                                             | セガ（JP） Working Designs（NA） | -      | 日本版のみ。 PC-8801版の開発販売元・日本ファルコム。        |
| ボナンザ ブラザーズ Bonanza Brothers（米） Bonanza Bros.（欧）                          | セガ                             | ○      |                                                             |
| まじかる☆タルるートくん Magical Taruruuto                                               | セガ                             | -      | オリジナル版開発・ゲームフリーク。                          |
| 夢見館の物語⊚ Mansion of Hidden Souls（米） Yumemi Mystery Mansion（欧）                | セガ（JP/EU） ビック東海（NA）   | ○      |                                                             |

| 日本版タイトル 英題                                                | オリジナルメーカー             | 海外版 | 備考 |
| ------------------------------------------------------------------ | ------------------------------ | ------ | --- |
| アウトラン OutRun                                                  | セガ                           | ○      | フェラーリ社とのライセンスの関係でパッケージのイラスト、ゲーム中に登場する車がフェラーリ・テスタロッサから似たような架空の車へ変更されている。 |
| アフターバーナーⅡ After Burner II                                  | セガ（NA/EU） 電波新聞社（JP） | ○      | |
| イチダントアール Puzzle & Action: Ichidant-R                       | セガ                           | -      | |
| コラムスIII 対決！コラムスワールド Columns III: Revenge of Columns | セガ（JP） ビック東海（NA）    | -      | オリジナル版開発・港技研。 |
| スターブレード⊚ STARBLADE                                          | ナムコ（JP/NA） セガ（EU）     | -      | |
| スターモビール☆ Star Mobile                                        | マインドウェア                 | ○      | 1992年に移植開発が完了したが、発売告知以前に発売中止となっていた。                                                                             |
| スプラッターハウス PART2 SPLATTERHOUSE 2                           | ナムコ（JP/NA） セガ（EU）     | ○      | オリジナル版開発・ナウプロダクション。 |
| ナイトストライカー⊚ NIGHT STRIKER                                  | タイトー                       | ○      | |
| ニンジャウォーリアーズ⊚ THE NINJAWARRIORS                          | タイトー                       | ○      | |
| ふしぎの海のナディア Nadia, The Secret of Blue Water               | ナムコ                         | -      | |
| メガパネル MEGAPANEL                                               | ナムコ                         | -      | |

| 日本版タイトル 英題                | オリジナルメーカー | 海外版 | 備考 |
| ---------------------------------- | ------------------ | ------ | --- |
| エイリアンソルジャー Alien Soldier | セガ               | ○      | 日本以外のアジア圏ではメガドライブ ミニに収録されていた作品。 （日本でも「アジアエディション」として限定発売したMDミニに収録） |

| 日本版タイトル 英題                                                                                       | オリジナルメーカー                       | 海外版 | 備考 |
| --- | ---------------------------------------- | ------ | --- |
| ああ播磨灘 Aah! Harimanada                                                                                | セガ                                     | -      | |
| 餓狼伝説２ 新たなる闘い Fatal Fury 2                                                                      | タカラ                                   | ○      | アーケード版の開発販売元・SNK。 |
| ぎゅわんぶらあ自己中心派 片山まさゆきの麻雀道場 Gambler Jiko Chuushinha: Katayama Masayuki's Mahjong Dojo | ゲームアーツ                             | -      | |
| 三輪サンちゃん☆ Spatter                                                                                   | セガ                                     | ○      | 新規開発（移植）ソフト。 他機種へは初移植。 |
| スーパーストリートファイターII ザ ニューチャレンジャーズ SUPER STREET FIGHTER II: THE NEW CHALLENGERS     | カプコン                                 | ○      | |
| TATSUJIN Truxton                                                                                          | セガ                                     | ○      | 開発・東亜プラン。 ゲーム音楽をアーケード版に寄せて流す事が可能。 |
| ファイナルファイトCD⊚ Final Fight CD                                                                      | セガ                                     | ○      | アーケード版の開発販売元・カプコン。 |
| ルナ ザ・シルバースター⊚ LUNAR THE SILVER STAR                                                            | ゲームアーツ（JP） Working Designs（NA） | -      | 日本版のみ。 |
| ルナ エターナルブルー⊚ LUNAR ETERNAL BLUE                                                                 | ゲームアーツ（JP） Working Designs（NA） | -      | 日本版のみ。 |
| ワンダーメガコレクション⊚ Wondermega Collection                                                           | 日本ビクター                             | -      | オリジナル版開発・セガ。 ワンダーメガに同梱されたゲーム集。 『クイズスクランブル』、『フリッキー』、『ピラミッドマジック総集編』、『パドルファイター』の4ゲームを収録。 『ピラミッドマジック総集編』は、全『ピラミッドマジック』ゲームを含む。 |

| 日本版タイトル 英題                                             | オリジナルメーカー                           | 海外版 | 備考 |
| --------------------------------------------------------------- | -------------------------------------------- | ------ | --- |
| エコー・ザ・ドルフィンCD⊚ Ecco the Dolphin CD                   | セガ                                         | ○      | カートリッジ版の1作目・2作目を、映像や音楽をグレードアップして収録。 オリジナルステージが追加されている。                |
| ゲイングランド Gain Ground                                      | セガ（JP/EU） Renovation Products（NA）      | ○      | |
| 三國志III⊚ Romance of the Three Kingdoms III: Dragon of Destiny | 光栄                                         | -      | |
| 真・女神転生⊚ Shin Megami Tensei                                | シムス                                       | -      | スーパーファミコン版の開発販売元・アトラス。                                                                             |
| ソーサリアン Sorcerian                                          | セガ                                         | -      | PC-8801版の開発販売元・日本ファルコム。                                                                                  |
| 電忍アレスタ⊚ Robo Aleste                                       | コンパイル（JP） テンゲン（NA） セガ（EU）   | ○      | 海外版『Robo Aleste』は若干ゲームデザインが改訂されたアナザーバージョン。                                                |
| 天下布武 英雄たちの咆哮⊚ Tenka Fubu: Eiyuutachi no Houkou       | ゲームアーツ                                 | -      | |
| 闘技王キングコロッサス King Colossus                            | セガ                                         | -      | |
| ファンタシースターⅡ 還らざる時の終わりに Phantasy Star II       | セガ                                         | ○      | PS2版『コンプリートコレクション』の追加機能「難易度イージープレイ」を実装。                                              |
| ポピュラス Populous                                             | セガ（JP） エレクトロニック・アーツ（NA/EU） | ○      | Amiga版の開発販売元・Bullfrog Productions。                                                                              |
| ビューポイント☆ Viewpoint                                       | American Sammy                               | ○      | アーケード版の開発販売元・エイコム。 日本のメガドライブソフトとしては未発売だったソフト。 「ハイスピードモード」で動作。 |

| 日本版タイトル 英題                                         | オリジナルメーカー                             | 海外版 | 備考 |
| ----------------------------------------------------------- | ---------------------------------------------- | ------ | --- |
| エクスランザー Ranger-X                                     | セガ                                           | ○      | オリジナル版開発・ガウ・エンターテイメント。 |
| キャプテン翼⊚ Captain Tsubasa                               | テクモ                                         | -      | |
| グラナダ Granada                                            | ウルフ・チーム（JP） Renovation Products（NA） | ○      | |
| 新創世記ラグナセンティ Crusader of Centy（米） Soleil（欧） | セガ（JP/EU） アトラス（NA）                   | ○      | オリジナル版開発・ネクスエンタテインメント。 |
| スーパーロコモーティブ☆ Super Locomotive                    | セガ                                           | ○      | 新規開発（移植）ソフト。 他機種へは初移植。BGMは差し替えられている。 |
| スタークルーザー Star Cruiser                               | メサイヤ                                       | -      | PC-8801版の開発販売元・アルシスソフトウェア。 「ハイスピードモード」を実装。 |
| スペースハリアーII☆ Space Harrier II                        | セガ                                           | ○      | MDミニ1に収録されたオリジナル版にMDミニ2上の仮想メガドライブにスプライト拡大縮小機能を付けるなどしたカスタム移植版。 メガドライブでは発売されなかった（32X版ではない）初代『スペースハリアー』もプレイ可能。 |
| チェルノブ Atomic Runner                                    | データイースト（JP/NA） セガ（EU）             | ○      | |
| でびとぴー☆ Devi & Pii                                      | セガ                                           | ○      | ソニックチームの飯塚隆が新人研修時代に習作開発した作品。 |
| ナイトトラップ⊚ Night Trap                                  | セガ                                           | ○      | Control-Vision版の開発販売元・Digital Pictures。 |
| パーティークイズ SEGA Q☆ Party Quiz SEGA Q                  | セガ                                           | -      | 『パーティークイズ MEGA Q』ベースのタイトル・グラフィックアレンジ版。 全ての問題がセガに特化したものに差し替えられている。                                                                                   |
| パーティークイズ MEGA Q 2022☆ Party Quiz MEGA Q 2022        | セガ                                           | -      | 『パーティークイズ MEGA Q』の全問題を2022年時点で通用するものに差し替えた版。 |
| ふたりでぷよぷよSUN☆ VS Puyo Puyo SUN                       | セガ                                           | ○      | 新規開発（移植）ソフト。アーケード版の開発販売元・コンパイル。 『ぷよぷよSUN』に新ルールを追加した2人対戦モード専用版。                                                                                      |
| 炎の闘球児 ドッジ弾平 Dodge Danpei                          | セガ                                           | -      | |
| 魔法の少女シルキーリップ⊚ Silky Lip                         | ライオット                                     | -      | |
| ミッドナイトレジスタンス Midnight Resistance                | データイースト（JP） セガ（NA）                | ○      | |

### 海外版のみに収録
各地域版は下記のとおりに略称で表記。海外版独自のボーナスタイトルは存在せず、すべてGENESISおよびMEGA DRIVEで当時リリースされたソフトが収録されている。日本でオリジナル版がリリースされたソフト（例：『エレメンタルマスター』）については総合メニューから各ソフトを選択 → 「Japanese」を選べば日本リリース版で遊ぶことが可能。日本でリリース実績があってもアクションやシューティングのようにテキストが元々日本語で表記されていないソフトもあるため、そのような作品については選択肢が無い場合もある。
- 北米（米国）版 → SEGA Genesis Mini 2
- 欧州版 → SEGA Mega Drive Mini 2
- 英語版 → 両地域版が同内容。

北米版については前述したとおり日本でも正式発売されたことから、2022年12月23日には「SEGA Genesis Mini 2の真実 ～LIKE A MEGA DRIVE MINI 2～」と題したセガ主催のネット番組を配信、下記タイトルについての解説などを行った。
| 日本版タイトル 英題                                                     | オリジナルメーカー              | 備考                                                                                           |
| ----------------------------------------------------------------------- | ------------------------------- | ---------------------------------------------------------------------------------------------- |
| アウトランナーズ OutRunners                                             | データイースト（NA） セガ（JP） | 米国版にはデータイーストのロゴが存在するため、株式会社ジー・モードが著作権リストに表示される。 |
| スーパーハングオン Super Hang-On                                        | セガ                            | ライセンスの関係でパッケージに描かれているパイロットとバイクが青白色に差し替えられている。     |
| ソニック3Dブラスト Sonic 3D Blast（米） Sonic 3D Flickies' Island（欧） | セガ                            | オリジナル版開発・Traveller's Tales。 英語版のみ。                                             |
| ベクターマン２ Vectorman 2                                              | セガ                            | オリジナル版開発・BlueSky Software。 英語版のみ。                                              |
| ジ・ウーズ The Ooze                                                     | セガ                            |                                                                                                |
| レインボーアイランドEXTRA RAINBOW ISLANDS -EXTRA-                       | タイトー                        | 一部のBGMは差し替えられている。                                                                |
| ローリングサンダー2 ROLLING THUNDER 2                                   | ナムコ（JP/NA） セガ（EU）      |                                                                                                |

| 日本版タイトル 英題                                                                    | オリジナルメーカー                                                                 | 備考                                                                         |
| -------------------------------------------------------------------------------------- | ---------------------------------------------------------------------------------- | ---------------------------------------------------------------------------- |
| スーワーシャーク⊚ Sewer Shark                                                          | Sony Imagesoft                                                                     | 英語版のみ。 Control-Vision版の開発販売元・Digital Pictures。                |
| クレイファイター ClayFighter                                                           | Interplay                                                                          | 英語版のみ。                                                                 |
| デザート・ストライク 湾岸作戦 Desert Strike: Return to the Gulf                        | エレクトロニック・アーツ（NA/EU） エレクトロニック・アーツ・ビクター（JP）         |                                                                              |
| アースワームジム２ Earthworm Jim 2                                                     | Playmates Interactive Entertainment（NA） Interplay（JP） Virgin Interactive（EU） | 英語版のみ。                                                                 |
| エレメンタルマスター Elemental Master                                                  | Renovation Products（NA） テクノソフト（JP）                                       |                                                                              |
| ゴールデンアックスⅡ Golden Axe II                                                      | セガ                                                                               |                                                                              |
| ヘルファイアー Hellfire                                                                | Seismic Software（NA） メサイヤ（JP） セガ（EU）                                   | アーケード版の開発販売元・東亜プラン。                                       |
| ヘルツォーク・ツヴァイ Herzog Zwei                                                     | セガ（NA/EU） テクノソフト（JP）                                                   |                                                                              |
| リスター・ザ・シューティングスター Ristar                                              | セガ                                                                               | オリジナル版開発・ソニックチーム。                                           |
| シャドー・ダンサー ザ・シークレットオブ・シノビ Shadow Dancer: The Secret of Shinobi   | セガ                                                                               |                                                                              |
| シャイニング・フォースⅡ 古えの封印 Shining Force II                                    | セガ                                                                               | オリジナル版開発・ソニック。 アジア版メガドライブ ミニに収録されていた作品。 |
| ベア・ナックル３ Streets of Rage 3                                                     | セガ                                                                               | 日本版の一部シーン（1 面中盤）がカットされている。                           |
| ザ・スーパー忍 The Revenge of Shinobi                                                  | セガ                                                                               | 内容は日本版メガドライブ ミニに収録されたものと同一。                        |
| トージャム＆アール イン パニックオンファンコトロン ToeJam & Earl in Panic on Funkotron | セガ                                                                               | オリジナル版開発・ToeJam & Earl Productions。 英語版のみ。                   |
| ラングリッサー Warsong                                                                 | トレコ（NA） メサイヤ（JP）                                                        |                                                                              |

## 周辺機器
| 型番         | 名称                                             | 備考                                             |
| ------------ | ------------------------------------------------ | ------------------------------------------------ |
| HAA-2521     | 3ボタンコントロールパッド                        |                                                  |
| HAA-2522     | 6ボタンコントロールパッド ファイティングパッド6B | 本体に1つ同梱。                                  |
| HAA-2524     | メガドライブ ミニ2                               |                                                  |
| MK-16300     | SEGA Genesis Mini 2（日本版）                    |                                                  |
| MK-16310     | SEGA Genesis Mini 2（北米版）                    | 米国・カナダのみの販売となる。                   |
| MK-16310-50  | SEGA Mega Drive Mini 2                           | 欧州のみの販売となる。DARTSLIVE EUROPEで配布元。 |
|              | HDMIケーブル                                     | 本体に1つ同梱。                                  |
|              | USBケーブル                                      | マイクロUSB規格。本体に1つ同梱。                 |
| FX2P-050200U | USB ACアダプター                                 | 本体に1つ同梱。                                  |

ファイティングパッド6B（USB仕様。以下同様）をはじめ、MDミニ用の周辺機器は全てMDミニ2でも使用可能となっている。
3人以上プレイ可能なマルチプレイ対応ソフトで必要なコントローラーハブ（汎用USBハブ）は、MDミニの時と同様にバッファロー社が対応している事を公表しているモノを接続する事でプレイ可能。『スターブレード』で対応しているマウスをはじめとしたバッファロー社製品の「ゲームパッド」やMDミニ2稼働用の「USB用充電器」も同様に推奨品を接続する事でプレイ可能。
下記はMDミニ2用のためにリリースされた周辺機器。
- XE1AJ-USB「サイバースティック」（販売・電波新聞社）
  - 『アフターバーナーII』・『ナイトストライカー』『スターブレード』をアナログコントロールでプレイするための専用コントローラー。接続した状態で対応タイトルをプレイすると、左右の枠が筺体仕様に変化する。詳しい仕様については「マイコンソフト#INTELLIGENT ANAROG/DIGITAL CONTROLLER SYSTEM」を参照。

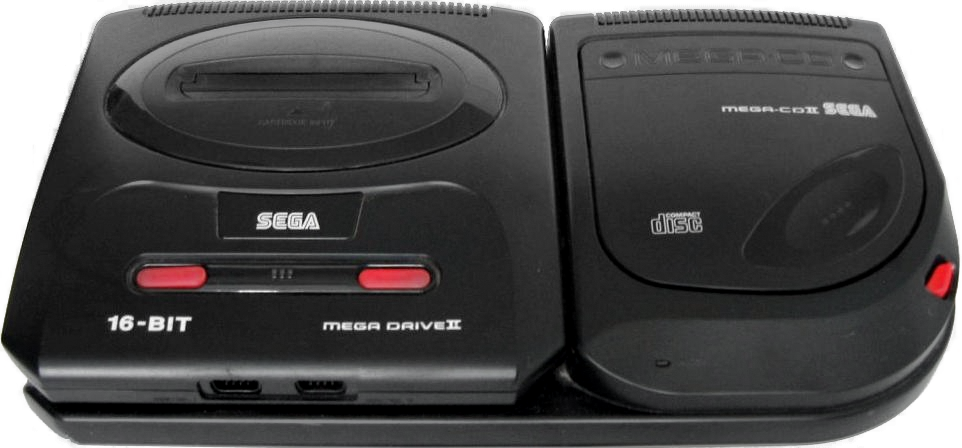
「メガドラタワーミニ2」外観の原典であるメガCD2（右）にメガドライブ2（左）を合体させた状態
※欧州版のため日本版とは細部が異なる

メガドラタワーミニ2について
※厳密に言えば下記のとおり本体と電気的な接続は一切しない「飾り」だが、便宜上コチラで解説。
メガドライブ ミニでも同時リリースされたデコレーションキット「メガドラタワーミニ」は「メガドラタワーミニ2」の名称で同日発売される。
外観は「メガCD2」を模したものとなっており、本機と合体させる事で「メガCD2と合体したメガドライブ2」と同等の状態（のミニチュア）が再現できる。前述のとおり本機は単独でメガCDの一部タイトルがプレイ出来るが旧来のユーザーが持つかもしれない「CDユニットが無い（のにMCDソフトがプレイ出来ることの）違和感」を解消する事を主目的としたアクセサリであり、本機に収録されたメガCDソフト以外をプレイするような機能は「メガドラタワーミニ」と同様に持たない。なお「メガドラタワーミニ」はオリジナル同様「メガドライブ ミニ2」に合体させる事が可能となっている。オリジナルハードに付属していた、メガドライブ1とメガCD2を合体させた際、向かって左側がメガドライブの幅に若干隙間が生まれることからそれを埋めるスペーサーやスーパー32Xをメガドライブ2に装着した際、カートリッジコネクト部が少し露出するためその隙間をカバーするスペーサーについてもミニ化して付属している。

## トピックス
- 重度のセガマニアが主人公である漫画作品『異世界おじさん』（KADOKAWA刊）はメガドライブ ミニのプロモーション協力に参加し、本機についても初発表時の配信番組用に新規描き下ろし漫画を公開している。しばしば当作品に登場する『エイリアンソルジャー』のMDミニ2収録については、前述のとおり本作アニメ版の「放送直前特番」にて先行発表された。
- MDミニ2を初発表した配信番組ではプロモーションビデオも併わせて公開された。新日本プロレスの所属レスラーらが架空の覆面レスラーに扮し、メガドライブミニ2（のマスクマン）とメガCD2（のマスクマン）が「高性能ボディコン・ペア[注 25]」を組み、敵レスラーたちと激しい戦いを繰り広げるという流れでMD2ミニの最強ぶりをアピールしている。配役は下記のとおり[13]。
  - メガドライブミニ2（のマスクマン） - タイガーマスク
  - メガCD2（のマスクマン） - マスター・ワト
  - マスク・ド・スーパーマシン - 本間朋晃
  - ピーター・C・エンダー - 真壁刀義
  - リングアナ - 村田晴郎（本機PVナレーションも担当）
  - 解説するマスクマン - タイガーマスク（2役）

- メガドライブ ミニの発売の際にセガ直営通販サイト「セガストア」にて限定発売した「メガドライブミニ DXパック セガタイトルコレクターズエディション」は本機でも引き続き用意される。今回はメガCDソフトが収録されるため、CDメディアのミニチュアも付属する。
- MDミニ2はMDミニ1に比べるとリリースメーカー以外の版権を使用した作品（いわゆる「版権もの」）収録が多いこともあり、それらに関わった絵を描く人が今回のリリースに際し描き下ろしたイラストや色紙を公開する企画が設けられた。これらはMDミニ2の公式サイトで誰でも閲覧することが出来る。
  - 『ああ播磨灘』の原作者・さだやす圭や『ぎゅわんぶらあ自己中心派』の原作者・片山まさゆきは自作の色紙を描きおろした。両方ともセガ公式Twitterをとおしてプレゼントされた。
  - （版権ものとは少し異なるが）ルナシリーズでキャラクターデザインを担当した窪岡俊之はルナ両作のメインキャラが一堂に会した描き下ろしのデジタルイラストを公開した。

- 2022年5月9日に亡くなった小玉理恵子を追悼するメッセージがエンドロールに含まれている。これをきっかけに小玉の死去が公になった[14]。

- 2022年10月27日にMDミニ2と同時発売の関連商品として、ウェーブマスターからMDミニ2のメニューミュージックや、MDミニ2収録タイトルのうち12作品の楽曲のアレンジバージョン（3作品はメドレー形式）が収められた音楽CD『Mega Drive Mini2 -Celebration Album-』が発売された[15]。また、同年11月24日にはウェーブマスターからMDミニ2収録の『スペースハリアー』『スペースハリアーII』『ファンタジーゾーン』の楽曲を完全収録した音楽CD『Mega Drive Mini2 -Multiverse Sound World-』 が発売された[16]。

- 2022年12月9日に、4Gamer.netを運営するAetas株式会社の主催により、MDミニ2発売を記念した音楽とトークのライブ「メガセレブの宴」が大塚Deepaにて開催された[17]。